# Anisostachya
Anisostachya är ett släkte av akantusväxter. Anisostachya ingår i familjen akantusväxter.

## Dottertaxa tillAnisostachya, i alfabetisk ordning[1]
- Anisostachya aequiloba
- Anisostachya ambositrensis
- Anisostachya amoena
- Anisostachya andringitrensis
- Anisostachya apikyensis
- Anisostachya arida
- Anisostachya armandii
- Anisostachya atrorubra
- Anisostachya australis
- Anisostachya basalticola
- Anisostachya betsiliensis
- Anisostachya betsimisaraka
- Anisostachya bivalvis
- Anisostachya bojeri
- Anisostachya bosseri
- Anisostachya brevibracteata
- Anisostachya breviloba
- Anisostachya capuronii
- Anisostachya castellana
- Anisostachya coccinea
- Anisostachya cognata
- Anisostachya colorata
- Anisostachya debilis
- Anisostachya delphinensis
- Anisostachya denticulata
- Anisostachya dispersa
- Anisostachya elata
- Anisostachya elliptica
- Anisostachya elytraria
- Anisostachya eromoensis
- Anisostachya humbertii
- Anisostachya humblotii
- Anisostachya incisa
- Anisostachya induta
- Anisostachya isalensis
- Anisostachya latebracteata
- Anisostachya littoralis
- Anisostachya maculata
- Anisostachya modica
- Anisostachya oblonga
- Anisostachya parvifolia
- Anisostachya paucinervis
- Anisostachya perrieri
- Anisostachya puberula
- Anisostachya pubescens
- Anisostachya purpurea
- Anisostachya ramosa
- Anisostachya ripicola
- Anisostachya rivalis
- Anisostachya rosea
- Anisostachya sambiranensis
- Anisostachya seyrigii
- Anisostachya spatulata
- Anisostachya straminea
- Anisostachya taviala
- Anisostachya triticea
- Anisostachya ungemachii
- Anisostachya velutina
- Anisostachya vestita
- Anisostachya vohemarensis